# 제2대 요크 공작 노리치의 에드워드
제2대 요크 공작 노리치의 에드워드(Edward of Norwich, 2nd Duke of York, 1373년 경 - 1415년 10월 25일), KG는 제1대 요크 공작 랭글리의 에드먼드와 그의 첫째 부인 이사벨 데 카스티야에서 태어난 장자이자 에드워드 3세의 손자이다. 아쟁쿠르 전투에서 사망하였다.

## 가계도

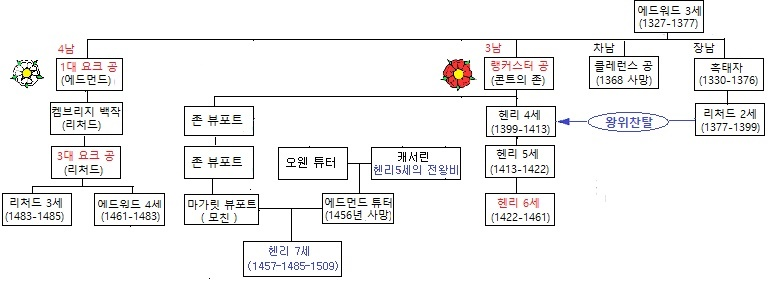
에드워드 3세의 가계도